# Chapelle Saintes-Anne-et-Brigitte de Stralsund
La chapelle Saintes-Anne-et-Brigitte de Stralsund est une chapelle d'origine catholique et aujourd'hui désaffectée de Stralsund.

## Histoire
Vers 1469, le bourgmestre de Stralsund, Otto Voge, fait don d'une maison pour les sœurs. Une première chapelle est consacrée le 13 mai 1470 par l'évêque de Schwerin Werner Wolmers. Le fondateur y est enterré en 1475. Le monastère reçoit ensuite d'autres propriétés et des dons des citoyens de Stralsund. Au début du XVIe siècle, une nouvelle chapelle est construite et conservée à ce jour.
En 1560, le monastère reçoit de plus grandes terres du couvent de brigittines dissous en 1525 et est rebaptisé Saintes-Anne-et-Brigitte. À cette époque, des veuves pauvres et des femmes célibataires y vivent. De 1840 à 1842, des travaux de réparation ont lieu dans la chapelle. En 1842, un orgue de Carl August Buchholz est inauguré. De 1948 à 1988, la chapelle est utilisée par la congrégation néo-apostolique de Stralsund.
Au cours des années 2003 à 2004 et 2005 à 2008, le complexe immobilier est entièrement rénové en plusieurs étapes. Les anciens bâtiments du monastère abritent depuis une partie de l'administration de la ville. La chapelle sert de salle de réception et pour les mariages et peut être visitée.

## Source de la traduction
- (de) Cet article est partiellement ou en totalité issu de l’article de Wikipédia en allemand intitulé « St. Annen und Brigitten (Stralsund) » (voir la liste des auteurs).